# Керничук, Валерий Иванович
Валерий Иванович Керничук (род. 12 декабря 1968, Тирасполь, Молдавская ССР, СССР) — государственный деятель Приднестровской Молдавской Республики. Глава администрации города Бендеры с 9 февраля по 15 ноября 2012.

## Биография
Родился 12 декабря 1968 в городе Тирасполь Молдавской ССР (ныне столица непризнанной Приднестровской Молдавской Республики).

### Образование
В 1986 окончил среднюю школу села Суклея с серебряной медалью.
В 1990 с отличием закончил Саратовское высшее военное командное Краснознамённое училище МВД СССР имени Ф. Э. Дзержинского (ныне Саратовский военный институт войск национальной гвардии).
В 2008 окончил магистратуру при Московском универсальном институте инновационных технологий по специальности «финансы и кредит».

### Трудовая деятельность
В июне 2007 возглавил ОАО «Бендерский завод ЖБИ № 3».
С 9 февраля по 15 ноября 2012 — глава администрации города Бендеры.

## Увлечения
Имеет разряды в различных видах спорта, в том числе: боксе, дзюдо, стрельбе, парашютном спорте.